# Jan Kříženecký
Jan Kříženecký (ur. 20 marca 1868 w Pradze, zm. 9 lutego 1921 w Pradze) – czeski pionier kina, autor pierwszych czeskich filmów. Autor m.in. Sprzedawcy parówek i rozlepiacza plakatów (Výstavní párkař a lepič plakátů, 1898) oraz Śmiechu i płaczu (Smích a pláč, 1898). 
Zanim zajął się kinematografią, studiował architekturę. Pierwsze filmy (wykonane za pomocą kinematografu, który zakupił podczas podróży do Paryża wraz z Josef Pokorným) zaprezentował publicznie w 1898 roku w Pradze. Oprócz krótkich aktualności, wystawił wtedy trzy komedie, w których zagrał Josef Šváb-Malostranský – Sprzedawcę parówek i rozlepiacza plakatów, Udaremnione zaloty (Dostaveníčko ve mlýnici) oraz Śmiech i płacz.  
W późniejszych latach dokumentował za pomocą kamery różne wydarzenia. Z czasem związał się z wytwórnią Kinofa. Pracę w przemyśle filmowym zakończył w 1910 roku.